# Крэпс
Крэпс — игра в кости, в которой игроки делают ставки на результат броска пары игральных костей. Игроки могут делать ставки друг против друга («уличный крэпс» (на илл.)) или против банка («крэпс в казино »). Поскольку для игры не требуется специальное оборудование, в уличный крэпс можно играть в неформальной обстановке. Для размещения ставок и других действий игроки зачастую используют сленговую терминологию.